# Rasim Ismayilov
Pour les articles homonymes, voir Ismayilov.
 (mai 2024).
La mise en forme du texte ne suit pas les recommandations de Wikipédia : il faut le « wikifier ».
Les points d'amélioration suivants sont les cas les plus fréquents :
- Les titres sont pré-formatés par le logiciel. Ils ne sont ni en capitales, ni en gras.
- Le texte ne doit pas être écrit en capitales (les noms de famille non plus), ni en gras, ni en italique, ni en « petit »…
- Le gras n'est utilisé que pour surligner le titre de l'article dans l'introduction, une seule fois.
- L'italique est rarement utilisé : mots en langue étrangère, titres d'œuvres, noms de bateaux, etc.
- Les citations ne sont pas en italique mais en corps de texte normal. Elles sont entourées par des guillemets français : « et ».
- Les listes à puces sont à éviter, des paragraphes rédigés étant largement préférés. Les tableaux sont à réserver à la présentation de données structurées (résultats, etc.).
- Les appels de note de bas de page (petits chiffres en exposant, introduits par l'outil «  Source ») sont à placer entre la fin de phrase et le point final[comme ça].
- Les liens internes (vers d'autres articles de Wikipédia) sont à choisir avec parcimonie. Créez des liens vers des articles approfondissant le sujet. Les termes génériques sans rapport avec le sujet sont à éviter, ainsi que les répétitions de liens vers un même terme.
- Les liens externes sont à placer uniquement dans une section « Liens externes », à la fin de l'article. Ces liens sont à choisir avec parcimonie suivant les règles définies. Si un lien sert de source à l'article, son insertion dans le texte est à faire par les notes de bas de page.
- La présentation des références doit suivre les conventions bibliographiques. Il est recommandé d'utiliser les modèles {{Ouvrage}}, {{Chapitre}}, {{Article}}, {{Lien web}} et/ou {{Bibliographie}}. Le mode d'édition visuel peut mettre en forme automatiquement les références.
- Insérer une infobox (cadre d'informations à droite) n'est pas obligatoire pour parachever la mise en page.

Pour une aide détaillée, merci de consulter Aide:Wikification.
Si vous pensez que ces points ont été résolus, vous pouvez retirer ce bandeau et améliorer la mise en forme d'un autre article.
Rasim Ismayilov (en azéri:Rasim Rza oğlu İsmayılov; né le 13 juillet 1936 à Bakou et mort le 5 mai 2004 à Bakou) est un cinéaste, réalisateur, scénariste azerbaïdjanais, Artiste émérite d'Azerbaïdjan (1976), Lauréat du Prix d'État de la RSS d'Azerbaïdjan (1978).

## Biographie
Rasim Rza oglu Ismayilov est né le 13 juillet 1936 à Bakou. En 1958, il commence à travailler comme assistant caméraman au studio de cinéma de Bakou. En 1958-1962, il est diplômé de l'Institut cinématographique d'État à Moscou, dans la classe de B.I. Voltchek et commence à travailler comme réalisateur-opérateur au studio de cinéma Azerbaijanfilm. Entre 1963 et 1978, il tourne plusieurs longs métrages en tant qu'opérateur de production et à partir de 1977, comme directeur de production au studio de cinéma Azerbaijanfilm. Il était le professeur en chef de l’Université d'État de la Culture et des Arts d'Azerbaïdjan

## Prix
- Titre honorifique Artiste émérite de la RSS d'Azerbaïdjan — 23 décembre 1976[3]

- Prix d'État de la RSS d'Azerbaïdjan — 1978 (pour le long métrage Baie de la joie)